# Chlaenius patruelis
Chlaenius patruelis är en skalbaggsart som beskrevs av Leconte. Chlaenius patruelis ingår i släktet Chlaenius och familjen jordlöpare. Inga underarter finns listade i Catalogue of Life.